# کیتی کار
کِیتی کار (انگلیسی: Katie Carr؛ زادهٔ ۱۹۷۳ (۵۱–۵۲ سال)) بازیگر و مدل اهل بریتانیا است. وی از سال ۱۹۹۶ میلادی تاکنون مشغول فعالیت بوده است.
از فیلم‌ها یا برنامه‌های تلویزیونی که وی در آن نقش داشته است، می‌توان به سی‌اس‌آی: نیویورک، قهرمان‌ها، بزرگ کردن هلن، شهر دایناسورها، ادیسه، خانم دالووی و مرد کامل اشاره کرد.